# Birgit Platzer
Birgit Platzer, né le 14 octobre 1992 à Nußbach, est un lugeuse autrichienne en activité. 

## Palmarès
- Championnats du monde de luge junior
  -  Médaille de bronze par équipes en 2008